# Gänsefuß (Zeitschrift)
Gänsefuß ist der Name der Verbandszeitschrift des BDKJ Thüringen (Bund der Deutschen Katholischen Jugend), die von 1991 bis 2004 existierte und in 43 Ausgaben erschien. In einer maximalen Auflage von 1300 Exemplaren wurde die Zeitschrift an die katholischen Pfarrhäuser und Gemeindemitglieder aus ganz Thüringen versandt.

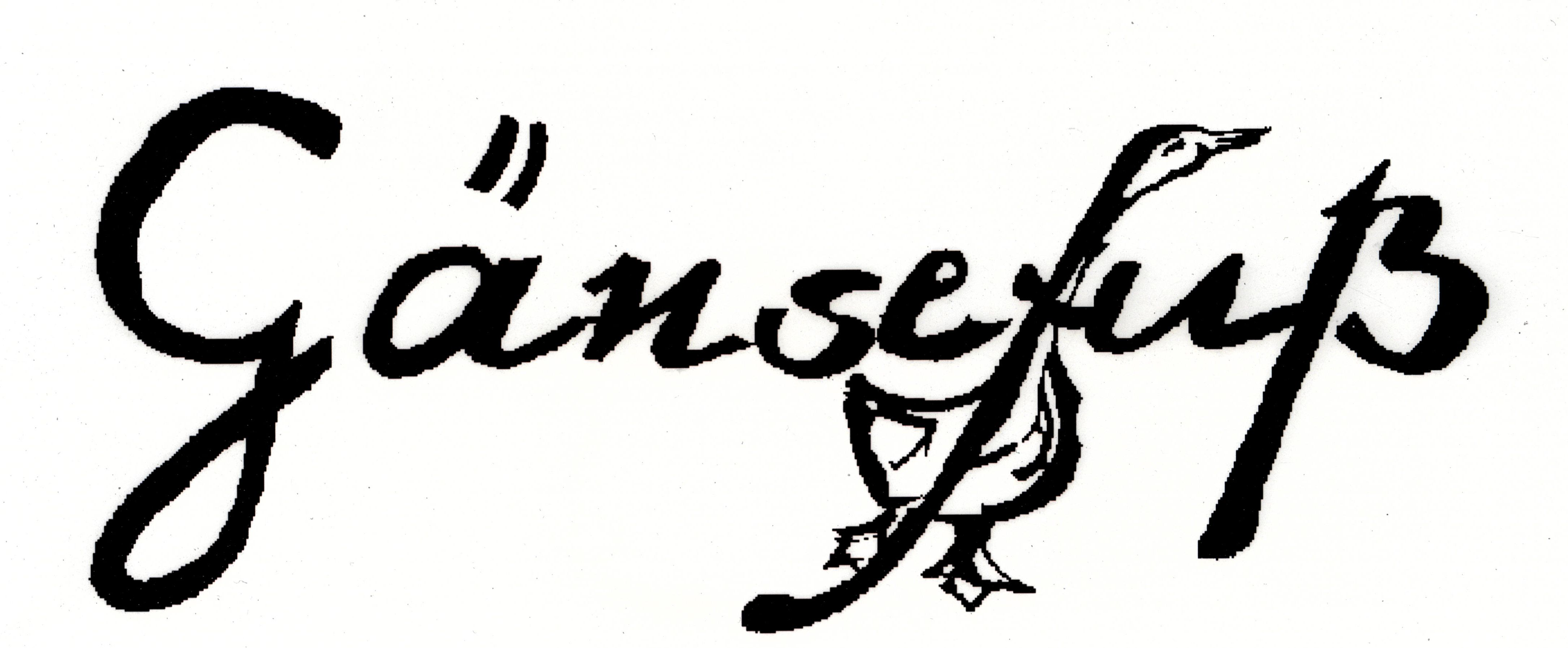
Schriftzug des „Gänsefuß“ auf dem Titelblatt der Zeitschrift

## Ziele und Inhalte
Leitidee der Zeitschrift war es, jungen Gemeindemitgliedern des Bistums Erfurt eine eigene Plattform für aktuelle Diskussionen zu politischen, gesellschaftlichen und religiösen Fragen zu bieten. Überdies wurden Veranstaltungsinformationen der einzelnen Thüringer Diözesen vorgestellt. Die 'Spuren und Originaltöne' der Jugendlichen – so die ursprüngliche Idee – sollten im Zitierformat, mit Anführungszeichen („Gänsefüßen“) dokumentiert werden, woher sich der Name der Zeitschrift ableitet.
Hauptresonanz fand der Gänsefuß bei der jährlich auf dem Domberg zu Erfurt stattfindenden Jugendwallfahrt, bei der Katholiken aus ganz Deutschland anwesend waren. In den letzten Jahren entwickelte sich die Jugendwallfahrt-Spezialausgabe der Zeitschrift zu einer künstlerisch ausgeprägten Plattform, in der Gedichte, Graphiken, Dramenauszüge oder Kunstphotographien junger Thüringer veröffentlicht wurden.

## Titel der Ausgaben und Weblinks
| - Ausgabe 1 (0/91): Jugendwallfahrt 1991 - Ausgabe 2 (1/91): RECHTSradikalismus - Ausgabe 3 (2/91): Alle Jahre wieder - Ausgabe 4 (1/92): Sexualität - hautnah - Ausgabe 5 (2/92): Gans und gar (SPEZIAL) - Ausgabe 6 (3/92): happy birthday! - Jugendwallfahrt 1992 - Ausgabe 7 (4/92): ENCONTRAR - Begegnung - Ausgabe 8 (1/93): Hat die Presse große Fresse?! - Ausgabe 9 (2/93): Privatissimus - Gans bilabial (SPEZIAL) - Ausgabe 10 (3/93): Wann ist Mann ein Mann - Ausgabe 11 (4/93): (ohne Titel, Thema: Sterben und Tod) - Ausgabe 12 (1/94): Von Konnnsum zum Konsuuum - Ausgabe 13 (2/94): Brücken (SPEZIAL) - Ausgabe 14 (3/94): ISRAEL - Ausgabe 15 (4/94): Scheiß Schule - Ausgabe 16 (1/95): In der Kritik - Spektrum - Ausgabe 17 (2/95): Trommle mein Herz für das Leben (SPEZIAL) - Ausgabe 18 (3/95): Geschnetzeltes - Ausgabe 19 (1/96): S E L B S T _ _ _ D - Ausgabe 20 (2/96): Von Angesicht zu Angesicht (SPEZIAL) - Ausgabe 21 (3/96): Karriere, Kinder & ein bißchen Küche - Ausgabe 22 (1/97): ... im Knast | - Ausgabe 23 (2/97): Drogen - Bunte Kreise - Träume - Ausgabe 24 (3/97): Dem Himmel entgegen - Ausgabe 25 (4/97): Alles Banane - Ausgabe 26 (1/98): Okkultismus ist sexy - Ausgabe 27 (2/98): Füllt den neuen Wein nicht in die alten Schläuche (SPEZIAL) - Ausgabe 28 (3/98): Evang-olisch? - Ausgabe 29 (1/99): MEDIEN - Ausgabe 30 (2/99): Halt mich (SPEZIAL) - Ausgabe 31 (1/00): Denk ich an Deutschland in der Nacht... (Memento vom 6. März 2001 im Internet Archive) - Ausgabe 32 (2/00): GANS SOUVERÄN (SPEZIAL) - Ausgabe 33 (3/00): Soldaten sind Mörder? ...und Zivis sind Weicheier? (Memento vom 6. März 2001 im Internet Archive) - Ausgabe 34 (4/00): Weihnachtsgans (Memento vom 6. März 2001 im Internet Archive) - Ausgabe 35 (1/01): Nicht wirklich...!? (Memento vom 15. Mai 2006 im Internet Archive) - - Ausgabe 36 (2/01): Klöster, Kutten, Kapuziner (Memento vom 15. Mai 2006 im Internet Archive) - Ausgabe 37 (1/02): als Mann und Frau schuf er sie... (Memento vom 15. Mai 2006 im Internet Archive) - Ausgabe 38 (2/02): Freiheit, die ich meine (Memento vom 15. Mai 2006 im Internet Archive) - Ausgabe 39 (3/02): KUNST-Spezial (SPEZIAL) (Memento vom 15. Mai 2006 im Internet Archive) - Ausgabe 40 (1/03): Der lange Weg zum Erwachsenwerden (Memento vom 15. Mai 2006 im Internet Archive) - Ausgabe 41 (2/03): Querweltein - Normal ist die Verschiedenheit (Memento vom 15. Mai 2006 im Internet Archive) - Ausgabe 42 (3/03): Verbotene Kost (SPEZIAL) (Memento vom 20. August 2003 im Internet Archive); (PDF; 3,4 MB) - Ausgabe 43 (1/04): KREUZ BEWEGT (Normal- und SPEZIALausgabe) |